# Gazdzicki Islet
Gazdzicki Islet (englisch; polnisch Wysepka Gaidzickiego) ist eine kleine Insel im Archipel der Südlichen Shetlandinseln. Sie liegt in der Polonez Cove von King George Island.
Polnische Wissenschaftler benannten sie 1980 nach dem Geologen Andrzej Gazdzicki, der von 1978 bis 1979 an polnischen und argentinischen Antarktisexpeditionen teilgenommen hatte.